# Sally Grossman
Sally Ann Grossman (de soltera Buehler; 22 de agosto de 1939-11 de marzo de 2021) fue una modelo estadounidense que fue esposa del exmánager de Bob Dylan, Albert Grossman, conocida por su aparición en la portada del álbum de Dylan de 1965 Bringing It All Back Home. Según algunos biógrafos de Dylan, ella presentó a Dylan a su primera esposa Sara (aunque esta afirmación es disputada por el hijastro de Dylan, Peter Lownds). Ella operaba Bearsville Records, con sede en Woodstock, luego de la muerte de su esposo en 1986.

## Primeros años
Grossman nació como Sally Ann Buehler en Manhattan el 22 de agosto de 1939. Su padre trabajaba como actuario; su madre era la directora ejecutiva del Boys Club. Asistió a la Universidad Adelphi y al Hunter College, pero se interesó más en la escena de la música folk en Greenwich Village. En consecuencia, abandonó la escuela para trabajar como camarera en establecimientos como Cafe Wha? y The Bitter End.

## Bringing It All Back Home
Sally es más conocida como la joven que yace lánguidamente en la portada del álbum de 1965 de Dylan Bringing It All Back Home. También apareció brevemente en el documental de D. A. Pennebaker, Dont Look Back, que cubrió la gira de conciertos de Dylan en 1965 en Inglaterra. La fotografía del álbum surgió después de que Dylan pasó el verano escribiendo y grabando en la casa de los Grossman. Grossman declaró en una entrevista de 1996 que participó porque «yo estaba cerca, y Bob simplemente me pidió que lo hiciera». La fotografía fue tomada por Daniel Kramer en la casa de los Grossman en Woodstock, Nueva York. La chaise longue de la fotografía fue un regalo de bodas para los Grossman de Mary Travers de Peter, Paul and Mary. En cuanto al vestido de jersey rojo que luce en la fotografía, Grossman dijo: «No creo que me lo haya vuelto a poner». Grossman dijo: «Es increíble estar en la portada de un álbum que la gente recuerda 30 años después».

## Carrera profesional
Después de la muerte de su esposo Albert en 1986, Grossman se hizo cargo de la administración de Bearsville Records, la compañía discográfica que fundó en 1970, así como de los dos restaurantes que habían establecido juntos. Ella también fue responsable de restaurar su granero y transformarlo en Bearsville Theater, haciendo así realidad un sueño de su difunto esposo. Grossman relató que se vio obligada a realizar la renovación antes de lo previsto debido a enmiendas a la ordenanza municipal de zonificación que le habrían impedido iniciar un local de música. El teatro se inauguró en 1989; finalmente lo vendió y los demás negocios en 2004. Se destacó por ser una «persona de negocios imponente» mientras evitaba la publicidad en los medios. Hacia sus últimos años, trabajó en un documental sobre Albert Grossman.

## Vida personal
Se casó con Albert Grossman en 1964. Se conocieron mientras él organizaba actos de música folk que se presentaban en los establecimientos donde ella trabajaba como camarera. Se mudaron a Woodstock, Nueva York, y permanecieron casados hasta la muerte de Albert en 1986.
Grossman murió la noche del 10 al 11 de marzo de 2021 en su casa en el área de Bearsville en Woodstock. Ella tenía 81 años; la causa de la muerte aún no se ha determinado.